# Čedrag
Čedrag (latinsky Ceadragus či jen Ceadrag, okolo 795 – po 829) byl obodritský kníže od roku 819 do své smrti. Byl synem bývalého knížete Obodritů Dražka.

## Život
Narodil se knížeti Dražkovi někdy okolo roku 795. Když Čedragův otec Dražko zemřel, vláda ve státě Obodritů byla postoupena do rukou Slavomíra. Až roku 817 se Čedrag dostal k moci, kdy byl Slavomír donucen císařem Ludvíkem I. Pobožným, aby se s Čedragem o vládu ve vévodství podělil. Císař Ludvík tento krok učinil pravděpodobně proto, že byli obodritští velmoži nespokojení se Slavomírovou vládou. Slavomír nejprve vzdoroval, později byl ale zatčen Čedragovými stoupenci a vydán císaři. Posléze se poddal Ludvíkově autoritě a roku 819 byl na říšském sněmu kvůli zradě franského panovníka zbaven moci, tudíž Čedrag byl ustanoven novým vladařem. Slavomír poté zemřel roku 821 a Čedrag se tak plně chopil vlády v zemi.
Čedrag je pak ještě zmíněn k roku 826, kdy se zúčastnil sněmu v Ingelheimu a poté je k roku 829 potvrzen císařem Ludvíkem "králem Obodritů".